# Подивински, Эд
Эдвард «Эд» Чарльз Подивински (англ. Edward "Ed" Charles Podivinsky, род. 8 марта 1970 года, Торонто) — канадский горнолыжник, бронзовый призёр Олимпийских игр 1994 года в скоростном спуске, победитель этапа Кубка мира. Специализировался в скоростных дисциплинах.
В Кубке мира Подивински дебютировал 8 марта 1991 года, в январе 1994 года одержал свою единственную в карьере победу на этапе Кубка мира, в скоростном спуске. Кроме этого имеет на своём счету 5 попаданий в тройку лучших на этапах Кубка мира, 4 в скоростном спуске и 1 в комбинации. Лучшим достижением в общем зачёте Кубка мира, является для Подивински 23-е место в сезоне 1993/94.
На Олимпийских играх 1994 года в Лиллехаммере завоевал бронзовую медаль в скоростном спуске, кроме того стартовал в супергиганте и комбинации, но в обоих случаях сошёл с трассы.
На Олимпийских играх 1998 года в Нагано стал 5-м в скоростном спуске и вновь, как и четыре года назад сошёл в супергиганте и комбинации.
На Олимпийских играх 2002 года в Солт-Лейк-Сити занял 24-е место в скоростном спуске и снова, как и на двух предыдущих Олимпиадах сошёл в супергиганте и комбинации.
За свою карьеру участвовал в пяти чемпионатах мира, лучший результат — 9-е место в комбинации на чемпионате мира 1991 года.
Использовал лыжи производства фирмы Head. Завершил спортивную карьеру в 2002 году. В дальнейшем работал в финансовой сфере, и был вице-президентом Королевского Банка Канады.

## Победы на этапах Кубка мира (1)
| № | Сезон   | Дата          | Место   | Дисциплина       |
| - | ------- | ------------- | ------- | ---------------- |
| 1 | 1993/94 | 6 января 1994 | Зальбах | Скоростной спуск |